# Booker T. Jones
Booker T. Jones, född 12 november 1944 i Memphis, Tennessee, är en amerikansk multiinstrumentalist, låtskrivare, skivproducent och arrangör, mest känd som frontfigur i bandet Booker T. & the M.G.'s. Som medlem i gruppen blev han invald i Rock and Roll Hall of Fame 1992.
Booker T. Jones bemästrade redan som tonåring flera musikinstrument så som saxofon, oboe, trombon och klaviaturinstrument. Han var en stamkund på skivaffären Satellite Record Shop i Memphis, och när ägarna bestämde sig för att bilda ett nytt skivbolag rekryterades han som musiker hos dem. Skivbolaget kom att döpas till Stax Records och Jones blev tillsammans med Steve Cropper (gitarr), Lewie Steinberg (bas, senare ersatt av Donald "Duck" Dunn) och Al Jackson Jr. (trummor) medlemmar i dess husband The MG's. Jones backade tillsammans med gruppen upp mängder av bolagets artister så som Otis Redding, Sam & Dave, Eddie Floyd, Carla Thomas, Johnnie Taylor och Albert King. Gruppen var också framgångsrik som instrumentalgrupp med hitsinglar som "Green Onions" (1962), "Hip-Hug Her" (1966) och "Time Is Tight" (1969) och gav ut flera album under åren 1962-1971.
2007 tilldelades han en Grammy Award i kategorin "lifetime achievement". Hans soloalbum Potato Hole (2009) och The Road from Memphis (2011) tilldelades Grammys för bästa instrumentala popalbum.

## Diskografi, soloalbum
- Evergreen (1974)
- The Runaway (1989)
- Potato Hole (2009)
- The Road from Memphis (2011)
- Sound the Alarm (2013)